# Institut européen d'administration des affaires
 (juin 2016).
INSEAD est une école de management avec trois campus principaux à Fontainebleau, en Seine-et-Marne, à Singapour et à Abou Dabi. Initialement connue sous le nom Institut européen d'administration des affaires, l'école est réputée pour son programme de MBA, classé numéro un en Europe et parmi les meilleurs au monde selon le Financial Times, aux côtés de ceux proposés par Harvard Business School, Stanford Graduate School of Business, et Wharton School de l'université de Pennsylvanie.

## Histoire
Georges Doriot, fondateur de l'INSEAD, était un capital-risqueur franco-américain et professeur à la Harvard Business School. Souvent considéré comme le "père du capital-risque", il a fondé la American Research and Development Corporation (ARDC) en 1946, l'une des premières sociétés de capital-risque cotées en bourse. La carrière de Doriot a également été marquée par son service en tant que général dans l'Armée des États-Unis pendant la Seconde Guerre mondiale, où il dirigea la division de planification militaire. Son expérience pendant la guerre a renforcé sa détermination à contribuer à la reconstruction de l'Europe.
Après la guerre, Doriot a imaginé une école de commerce qui unirait des dirigeants de différents pays, y compris d'anciens ennemis, pour reconstruire les économies et promouvoir une paix durable. Pour cela, il envisagea des limites de citoyenneté pour l'école et l'utilisation du français, de l'anglais ou de l'allemand comme langues d'enseignement, afin de favoriser la collaboration interculturelle. L'école conserve encore aujourd'hui une limite de 12 % pour la citoyenneté, mais toutes les classes sont aujourd'hui enseignées en anglais, et les étudiants doivent maîtriser trois langues pour obtenir leur diplôme.
En 1955, Doriot présenta cette idée à la Chambre de commerce de Paris, dont les présidents Jean Marcou et Philippe Dennis non seulement financèrent le projet, mais devinrent également les premiers présidents de l'école. La vision de Doriot reçut le soutien international, y compris du président américain Dwight D. Eisenhower, qui appuya le rôle de l'INSEAD dans la reconstruction de l'Europe.
Doriot choisit ses anciens étudiants d'Harvard, Claude Janssen et Olivier Giscard d'Estaing, comme cofondateurs. Janssen, bien connecté dans les cercles d'affaires européens, avait une expérience substantielle en finance, tandis que Giscard d'Estaing, frère cadet du futur président français Valéry Giscard d'Estaing, apporta un réseau politique solide, assurant ainsi le soutien de figures influentes en France et à l'étranger.
INSEAD a été fondée en 1957 et a d'abord opéré depuis le Château de Fontainebleau, avant de déménager vers son campus européen actuel en 1967. La première classe de MBA commença le 12 septembre 1959 avec 57 étudiants.
INSEAD s'est développée à l'échelle mondiale avec l'ouverture de son campus asiatique à Singapour, inauguré en 2000 par le Premier ministre Lee Kuan Yew. À cette occasion, l'école adopta officiellement le nom "INSEAD" et le slogan "Business School for the World", en remplacement de son ancien nom, l'Institut européen d'administration des affaires, signalant une mission plus globale.
En 2001, INSEAD a formé une alliance stratégique avec la Wharton School, créant l'Alliance Wharton-INSEAD. Ce partenariat facilite les échanges d'étudiants, la recherche conjointe et l'enseignement collaboratif sur les six campus des deux écoles situés à Philadelphie, San Francisco, Fontainebleau, Singapour, Pékin et Abu Dhabi. Depuis sa création, plus de 2 100 étudiants ont participé au programme d'échange. Cette alliance met l'accent sur une perspective globale dans l'éducation et la recherche en management, en s'appuyant sur les forces des deux institutions pour former des leaders ayant une véritable vision globale.
En 2012, INSEAD est devenue membre fondateur de l'Association de l'université de la Sorbonne, progressant vers une fusion avec des institutions spécialisées pour créer une université multidisciplinaire. En 2024, INSEAD, en collaboration avec la Cambridge Judge Business School, HEC Paris, IE Business School, IESE Business School, IMD, London Business School et la Saïd Business School de l'Université d'Oxford, a lancé l'initiative Business Schools for Climate Leadership (BS4CL) pour répondre aux défis climatiques mondiaux grâce à une éducation et une recherche intégrées.

## Fonctionnement
Organisme indépendant depuis l'origine, l'INSEAD est doté d'un Conseil d'administration de 33 membres choisis par cooptation. Il y a eu à ce jour six présidents, depuis l'origine :
1. Jean Marcou, président de la Chambre de commerce de Paris (1959-1969) ;
2. John Loudon, président de la Royal Dutch (1969-1982) ;
3. Claude Janssen, associé-gérant de Worms & Cie (1982-2004) ;
4. Kees van Lede (nl), ancien président d'AkzoNobel (2004-2008) ;
5. Franz B. Humer, président de la société pharmaceutique suisse Roche (2008-2014) ;
6. Andreas Jacobs, président exécutif de Jacobs Holding AG (2015-2024) ;
7. Kristin Skogen Lund, ancienne PDG de Schibsted ASA (depuis le 1er septembre 2024)

L'INSEAD inclut en outre des conseils nationaux.
La direction de l'INSEAD est assurée par un doyen nommé par le conseil d'administration en accord avec le corps professoral. Les doyens sont nommés pour cinq ans. Ils sont principalement issus du monde académique et du corps professoral de l'INSEAD. En 2006, pour la première fois, le doyen vient du monde de l'entreprise.

### Budget et financement
En 2011, le chiffre d'affaires de l'INSEAD est de 150 millions d'euros, en baisse de 20 % par rapport à 2008. Il est composé à 86 % de recettes issues de la formation continue, c'est-à-dire des frais  d'inscription payés par les élèves. En conséquence, le coût d'un MBA et le prix des programmes de perfectionnement sont élevés[Combien ?].
L'INSEAD possède depuis 1998 un fonds de dotation qui constitue une source financière complémentaire. En 2024, le capital de ce fonds est de 162 millions d'euros.
Les bâtiments de Fontainebleau et de Singapour ont été financés par emprunt, auprès de banques.

## Enseignement

### Classements académiques
INSEAD n'admet pas plus de 12% d'étudiants de la même nationalité. Son programme de MBA a produit le deuxième plus grand nombre de PDG du Fortune 500, derrière la Harvard Business School. Il figure également parmi les 20 plus grands producteurs d'individus ultra-riches,, et figure parmi les 10 premiers producteurs d'anciens élèves milliardaires parmi les programmes de MBA mondiaux.
En matière d'entrepreneuriat, INSEAD estime qu'environ la moitié de ses anciens élèves fondent une entreprise à un moment donné de leur carrière. L'analyse 2023 de Pitchbook a révélé qu'INSEAD était quatrième dans le monde en termes de capitaux levés, de nombre de fondateurs et de nombre d'entreprises (seuls Harvard, Stanford et Wharton la devancent). En 2022, les diplômés d'INSEAD ont fondé 18 licornes, faisant de l'école l'université produisant le plus de licornes en Europe. Environ 800 anciens élèves de l'école ont fondé plus de 700 entreprises, qui ont au total levé 23 milliards de dollars. En 2023, Harvard University, Stanford University et INSEAD sont les seules trois universités à figurer en tête de la liste des startups les plus financées par des étudiants en MBA de Poets and Quants.
En 2016, 2017 et 2021, le programme MBA de l'INSEAD est classé n°1 au niveau mondial par le journal Financial Times. En 2017 et 2018, le programme Executive MBA de l'INSEAD est classé n°3 au niveau mondial par le journal Financial Times. Les programmes de l'INSEAD figurent régulièrement dans le top 5 des classements établis par le journal Financial Times et par le magazine américain Business Week en partenariat avec Bloomberg LP.
| Palmarès MBA           | Palmarès MBA | Palmarès MBA |
| Nom                    | Monde        | National     |
| ---------------------- | ------------ | ------------ |
| QS (2024)              | 11           | 2            |
| Financial Times (2024) | 2            | 1            |

### Élèves féminines
Jusqu'en 1967, l'école n'accepte pas de candidatures féminines. Les dirigeants de l'école avancent que l'investissement n'est pas rentable, les postes de hauts dirigeants dans les sociétés françaises étant fermés aux femmes, et que le risque serait grand qu'elles abandonnent leur carrière pour fonder une famille et rester au foyer. Toutefois, l'époque pré-mai 68 fait la part belle aux revendications féministes du MLF. Dans le même temps, Hélène Ploix, une jeune étudiante formée à Sciences-Po, une des formations alors ouvertes aux femmes dans le domaine économique, postule pour entrer au sein du cabinet McKinsey, qui refuse sa candidature au double motif qu'elle est une femme et que sa formation dans le monde des affaires est insuffisante, lui promettant toutefois de revoir sa position lorsqu'elle aurait effectué un cursus d'un an à l'INSEAD. Comme celle-ci protestait que l'école refusait les femmes, le responsable du recrutement, étonné, appela l'école pour vérifier ce point, et s'entendit répondre que l'INSEAD envisageait d'accepter quelques candidates dans le futur. Après quelques semaines d'attente et de multiples débats, le comité de direction accepta en février 1967 deux candidatures féminines, celles d'Hélène Ploix et de Marie-Solange Perret. Compte tenu de leurs excellents résultats et du fait qu'elles aient réussi à trouver des emplois de bon niveau, quatre autres candidates furent acceptées dans quatre sections différentes l'année suivante.

## Personnalités liées

### Anciens élèves notables

#### Milliardaires
- André Hoffmann (homme d'affaires) – Homme d'affaires milliardaire suisse, Vice-président de Roche Holding[35].
- Grégoire de Spoelberch – Milliardaire belge, directeur d'AB InBev, la plus grande entreprise de bière au monde[36].
- Wolfgang Marguerre – Homme d'affaires milliardaire allemand, Président d'Octapharma, une entreprise spécialisée dans les produits protéiques humains[37].
- Finn Rausing – Homme d'affaires milliardaire suédois, copropriétaire de Tetra Laval[38].
- Antoine Arnault, directeur de la communication de Louis Vuitton[39]
- Reinold Geiger – Milliardaire autrichien, Président de L'Occitane en Provence[40].
- Fernando Zobel de Ayala – Président et PDG d'Ayala Corporation, l'un des plus grands conglomérats des Philippines[41].
- Paul Desmarais III – Vice-président et PDG de Sagard Holdings, membre de la famille milliardaire Desmarais[42].
- Rudolf Maag – Milliardaire suisse, ancien PDG de Sulzer Medica, désormais entrepreneur dans les technologies médicales[43].
- Taavet Hinrikus – Entrepreneur estonien, cofondateur et PDG de TransferWise (désormais Wise)[44].
- Oren Zeev (MBA 1994), capital-risqueur milliardaire israélo-américain[45]
- Sergio Fogel (MBA 1994), milliardaire uruguayen cofondateur de unicorn dLocal[46]
- Bernard Broermann, MBA INSEAD, milliardaire fondateur des Asklepios Kliniken[47].

#### Cadres de direction
- Tidjane Thiam (MBA 1988), ancien PDG de Credit Suisse et de Prudential.
- Lindsay Owen-Jones, président du groupe industriel L'Oréal[39]
- Melanie Kreis, femme d'affaires allemande[48],[49]
- Jessica Uhl, ancienne directrice financière de Royal Dutch Shell[50].
- Philippe Schaus, PDG de Moët Hennessy, la division des vins et spiritueux de LVMH[51].
- Niels B. Christiansen, PDG du Lego Group[52].
- Noel Tata, président de Trent Ltd, entreprise du groupe Tata, et directeur général de Tata International[53].
- Mark Read, PDG de WPP plc, la plus grande entreprise publicitaire au monde[54].
- Prince Constantijn des Pays-Bas, ambassadeur spécial pour TechLeap.nl, soutenant les startups et scaleups néerlandaises[55].

#### Chefs d'État et personnalités politiques
- Wopke Hoekstra, (MBA 2005), commissaire européen pour l'action climatique, responsable de la politique climatique de l'Union européenne, des négociations climatiques internationales et de la loi européenne sur le climat[56].
- Johann Schneider-Ammann (MBA 1977), ancien président de la Suisse (2016–2018), ancien ministre de l'économie, de l'éducation et de la recherche[57].
- Jusuf Kalla (MBA 1977), ancien vice-président de l'Indonésie (2004–2009, 2014–2019)[58].
- William Hague (MBA 1989), 106e Chancelier de l'Université d'Oxford, ancien chef du Parti conservateur (Royaume-Uni), ancien Premier secrétaire d'État et Secrétaire d'État aux Affaires étrangères et du Commonwealth du Royaume-Uni[59],[60].
- Bill Morneau (MBA 1990), ancien ministre des Finances du Canada[61].
- Najib Mikati (MBA 2010), Premier ministre du Liban[62].

#### Académiques
- Julie Battilana (MSc 2004, PhD 2006), professeur Joseph C. Wilson en administration des affaires à la Harvard Business School et professeur Alan L. Gleitsman en innovation sociale à la Harvard Kennedy School[63].
- Ian Goldin, AMP et professeur et directeur fondateur de l'Oxford Martin School, University of Oxford.
- Will Hutton, MBA et ancien directeur, Hertford College, Oxford
- Johanna Mair, PhD et professeur d'organisation, stratégie et leadership à la Hertie School of Governance, codirectrice du Global Innovation for Impact Lab à l'université Stanford[64].
- Luc Wathieu, PhD et professeur de marketing à l'université Georgetown McDonough School of Business, où il a été vice-doyen de 2013 à 2017[65].
- Zsolt Katona, PhD et professeur Cheryl et Christian Valentine de marketing, UC Berkeley[66].
- Haiyang Yang, PhD et est professeur associé à la Carey Business School, Johns Hopkins University[67].
- Ludovic Phalippou (PhD 2004), professeur d'économie financière, University of Oxford[68].
- Stylianos (Stelios) Kavadias, PhD , professeur Margaret Thatcher en études d'entrepreneuriat dans l'innovation et la croissance à la Cambridge Judge Business School, Codirecteur du Centre d'entrepreneuriat[69].

#### Autres
- Arnaud Montebourg (IEP), ancien ministre français de l'Économie[39]
- Hélène Ploix[70] (IEP), ancienne conseillère ministérielle, administratrice de sociétés et PDG du fonds Pechel Industrie Partenaires[71]
- Natalia Vodianova (IEP), mannequin et actrice russe[72]